# Pygolampis
Genre
Pygolampis est un genre de punaises prédatrices de la sous-famille des Stenopodainae (famille des Reduviidae).

## Liste des espèces
Selon GBIF (1er octobre 2023) :
- Pygolampis acanthopus Kolenati, 1857
- Pygolampis aethiops Distant, 1902
- Pygolampis albomaculata Villiers, 1961
- Pygolampis angusta Hsiao, 1977
- Pygolampis annulipes Villiers, 1963
- Pygolampis aptena Swanson, 2018
- Pygolampis atrolineata Barber, 1929
- Pygolampis australis Walker, 1873
- Pygolampis bastardi Villiers, 1948
- Pygolampis bidentata (Goeze, 1778)
- Pygolampis biguttata Reuter, 1887
- Pygolampis breviptera Ren, 1981
- Pygolampis brevis Villiers, 1948
- Pygolampis buaya Miller, 1940
- Pygolampis buitenzorgenis Miller, 1940
- Pygolampis carvalhoi Villiers, 1960
- Pygolampis comorensis Villiers, 1968
- Pygolampis concolor Walker, 1873
- Pygolampis dartevelleii Schouteden, 1951
- Pygolampis duckei Lima & Seabra, 1945
- Pygolampis fairmairei Bergroth, 1893
- Pygolampis foeda Stål, 1859
- Pygolampis frenchi Bergroth, 1895
- Pygolampis gerardi Schouteden, 1931
- Pygolampis gordoni Villiers, 1944
- Pygolampis gracilicornis Villiers, 1948
- Pygolampis griaulei Villiers, 1957
- Pygolampis griveaudi Villiers, 1961
- Pygolampis hulstaerti Villiers, 1964
- Pygolampis incerta Miller, 1940
- Pygolampis inculta Miller, 1958
- Pygolampis jaegeri Villiers, 1971
- Pygolampis jor Miller, 1940
- Pygolampis kabayuana Miller, 1940
- Pygolampis kiauana Miller, 1940
- Pygolampis kinchassae Bergroth, 1905
- Pygolampis kindiana Villiers, 1948
- Pygolampis langkawiensis Miller, 1940
- Pygolampis laticaput Benedek, 1968
- Pygolampis leontovitchi Schouteden, 1951
- Pygolampis livingstoni Y.C.Gupta & Kauntey, 2007
- Pygolampis lobata Villiers, 1948
- Pygolampis longipes Hsiao, 1977
- Pygolampis macera Walker, 1873
- Pygolampis machadoi Villiers, 1960
- Pygolampis macilenta Miller, 1940
- Pygolampis madecassa Villiers, 1961
- Pygolampis mangenoti Villiers, 1959
- Pygolampis marginata Miller, 1950
- Pygolampis matogrossensis Lima & Seabra, 1945
- Pygolampis microcephala Villiers, 1968
- Pygolampis montana Miller, 1940
- Pygolampis moorei Miller, 1940
- Pygolampis nigerrima Villiers, 1963
- Pygolampis noctivaga Miller, 1940
- Pygolampis notabilis Miller, 1940
- Pygolampis nyassae Distant, 1902
- Pygolampis pahangensis Miller, 1940
- Pygolampis painei Miller, 1940
- Pygolampis pectinata Bergroth, 1893
- Pygolampis pectoralis (Say, 1832)
- Pygolampis perinetensis Villiers, 1961
- Pygolampis piceipennis Villiers, 1961
- Pygolampis prolixa Stål, 1859
- Pygolampis richardi Schouteden, 1951
- Pygolampis ridleyi Miller, 1940
- Pygolampis robinsoni Villiers, 1961
- Pygolampis rufescens Hsiao, 1977
- Pygolampis satanas Villiers, 1952
- Pygolampis secreta Villiers, 1961
- Pygolampis sericea Stål, 1859
- Pygolampis sigwalti Villiers, 1959
- Pygolampis simulipes Hsiao, 1977
- Pygolampis spurca Stål, 1859
- Pygolampis striata Miller, 1940
- Pygolampis stricticephala Villiers, 1961
- Pygolampis styx Miller, 1940
- Pygolampis tigridis Dispons, 1970
- Pygolampis togoana Villiers, 1948
- Pygolampis torpida Miller, 1940
- Pygolampis trepida Miller, 1940
- Pygolampis tuberosa Tomokuni & Cai, 2003
- Pygolampis ubangiensis Schouteden, 1951
- Pygolampis uelensis Villiers, 1964
- Pygolampis ugandensis Villiers, 1962
- Pygolampis unicolor Walker, 1873
- Pygolampis vadoni Villiers, 1961
- Pygolampis vanderysti Schouteden, 1931
- Pygolampis vicinus Schouteden, 1931
- Pygolampis vilhenai Villiers, 1960
- Pygolampis wellmanni Schouteden, 1931

## Systématique
Le nom valide complet (avec auteur) de ce taxon est Pygolampis Germar, 1825. À noter que BioLib indique 1817, et INPN 1824 comme date pour ce taxon.